# 三十三烷
三十三烷（英語：Tritriacontane）是含有33個碳原子的直鏈烷烴，化學式為C33H68，外觀為無色、透明的蠟狀固體。它理论上存在72214088660种同分异构体。它可由1-溴二十二烷和十一烷基溴化镁在四氢呋喃中反应得到。1,11-三十三烷二烯的氢化反应也会生成三十三烷。